# Залішани (Гайнівський повіт)
Залішани (Залешани, пол. Zaleszany) — село в Польщі, у гміні Кліщелі Гайнівського повіту Підляського воєводства. Населення — 65 осіб (2011).

## Історія
Вперше згадується в XVII столітті. 29 січня 1946 року на Залішани напали бойовики підпільного польського Національного Військового Союзу, які замордували декількох його мешканців і спалили село.
У 1975—1998 роках село належало до Білостоцького воєводства.

## Демографія
Демографічна структура станом на 31 березня 2011 року:
|          | Загалом | Допрацездатний вік | Працездатний вік | Постпрацездатний вік |
| -------- | ------- | ------------------ | ---------------- | -------------------- |
| Чоловіки | 33      | 5                  | 17               | 11                   |
| Жінки    | 32      | 4                  | 13               | 15                   |
| Разом    | 65      | 9                  | 30               | 26                   |